# Женщины в Армении
Женщины в Армении — женщины, проживающие в Армении, 98 % населения которой составляют армяне.

## История женщин в Армении

### Традиционный статус

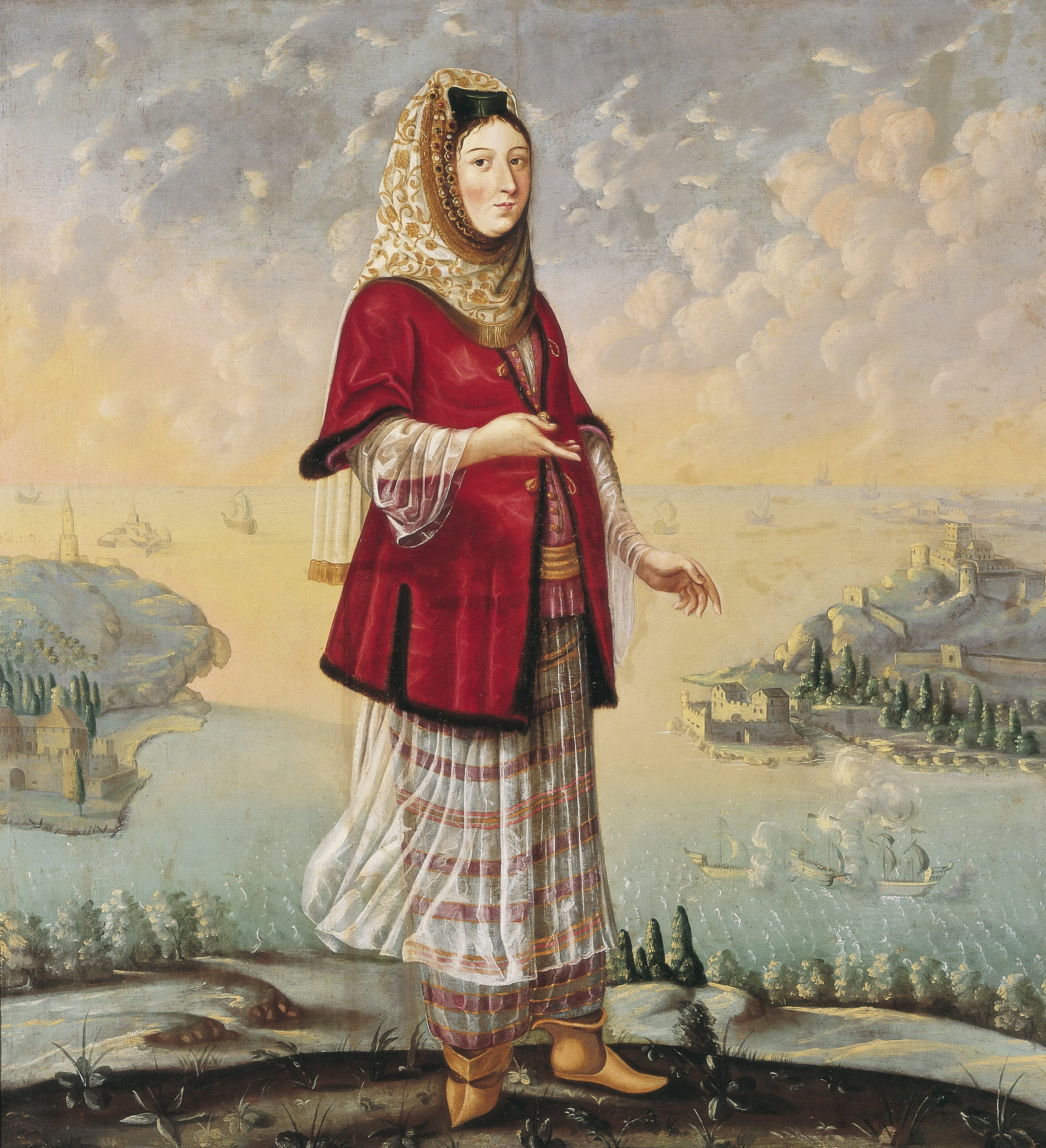
Армянская женщина (картина ~1682 года)

С точки зрения армянской поэтессы Сипил, древнее армянское общество было ориентировано на женщин, поэтому выдвигается идея о необходимости вернуть утраченную свободу, которой, как считалось, когда-то обладали армянские женщины. Кодекс законов Мхитара Гоша XII века закрепил мужское доминирование и запретил развод, даже в случае семейного насилия или изнасилования в браке. Труд в доме делился по полу и поколению, положение новой невестки всегда было подчинённым. В течение первого года брака им не разрешалось разговаривать ни с кем, кроме мужей, запрещалось выходить из дома. Молодые армянские невесты создали язык жестов под названием «Харснерен» («Язык невесты»).
В начале XVIII века среди армянского населения Закавказья самоубийства женщин были более распространены, чем самоубийства мужчин (на Западе самоубийства мужчин были в 3—4 раза чаще, чем самоубийства женщин).
Армянская Апостольская церковь предоставила женщинам больше возможностей для выполнения священнических функций, чем большинство других христианских традиций. Однако, в отличие от православных, выступала против разводов, и в результате уровень разводов в традиционной Армении всегда был одним из самых низких в христианском мире.

### Советская Армения
После образования Советского Союза в Армении был поднят «женский вопрос», выход женщины из дома считался необходимым для построения коммунистического будущего.
В начале 1920-х годов было принято советское законодательство, которое устанавливало:
- гражданский брак
- лёгкий развод
- услуги по прерыванию беременности
- выплаты по беременности и родам
- учреждения по уходу за детьми
- равные права женщин владеть землёй, быть главами домашних хозяйств, быть членами сельских общин и выполнять оплачиваемый труд.

#### Труд
Хотя были приняты законы о равной оплате труда, это не привело к настоящему трудовому равенству для женщин. Появилась проблема третьей смены — обязанность женщин выполнять после оплачиваемого труда неоплачиваемый домашний труд.
Гендерная сегрегация в сфере труда также оказалась постоянной проблемой. Мужчины доминировали на должностях в тяжёлой промышленности — металлургии, горнодобывающей промышленности, на высоких постах в правительстве, армии и полиции. Женщины доминировали в текстильной промышленности, электронике, пищевой промышленности, сфере услуг, здравоохранении, образовании и культуре. Даже в этих сферах женщины редко занимали руководящие должности.
К 1980-м годам женщины составляли 50,9 % всех рабочих в Советском Союзе, при этом зарплата армянских мужчин была 500—700 рублей, а зарплата армянских женщин составляла 120—130 рублей в месяц.

#### Образование
В 1930-е годы Советская Армения, как и весь СССР, ввела бесплатное всеобщее начальное образование. В 1950-е годы было введено восьмилетнее образование. В 1970-е годы появилось всеобщее среднее образование.
По всей Средней Азии и на Кавказе советское правительство учредило:
- женские клубы
- рабочие клубы
- чайные
- мастерские
- центры ликвидации неграмотности.

В результате этих изменений женщины быстро стали повсеместно грамотными.
Статистика 1980-х годов, доля женщин:
- специалисты с высшим или средним специальным образованием — 61 %
- студенты высших учебных заведений — 54 %[7]
- кандидаты наук — 28 %[8]
- работающие в Академии наук — 35 %[8].

#### Семья
Большинство советских армянских женщин продолжали отдавать предпочтение своим семьям. Это впоследствии способствовало гендерному разделению труда.
В 1920-х годах в Армении представители Кинбажина (армянского отделения Женотдела) организовали:
- посещение публичных домов
- «научные» советы по воспитанию детей
- выявление случаев избиения детей, жён и принудительных браков.

В 1923 году была создана «Комиссия по улучшению быта женщин в Армении».
Партийные лидеры придавали огромное значение демонтажу традиционного института семьи в Армении. В то же время поощрялось деторождение. В 1940-х и 1950-х годах (во время и после Второй мировой войны) поощрялось иметь четырёх и более детей (бесплатное молоко, стипендии на проживание и лучшие дома). Женщины, имевшие 10 и более детей, также награждались почётной медалью наряду со званием Героини-матери Советского Союза.

#### Политика
В 1956 году на XX съезде партии Хрущёв уделял внимание отсутствию женщин на видных постах в правительстве.
Система квот была введена государством для поддержания представительства женщин на всех уровнях власти. Несмотря на это, женщины редко когда-либо занимали руководящие должности на более высоких уровнях власти.
Почти сразу после распада Советского Союза женщины полностью ушли в публичные дома в Армении. Советская система квот оказалась вредна для женского движения, поскольку назначала «скорее послушных, чем способных женщин».
Участие армянских женщин в Карабахском движении 1988 года выражалось в протестах. Одна из самых видных женщин-депутатов времен перестройки, а затем и постсоветской России, Галина Старовойтова, впервые была избрана представителем от Армении в Верховном Совете и выдвинула несколько инициатив, направленных на решение проблемы Нагорного Карабаха.

### Современная Республика Армения
Конституция нынешней Республики Армения была принята в 1991 году и официально гарантирует гендерное равенство. Индекс гендерного неравенства в Армении составлял 0,216 на 2021 год. По индексу гендерного развития Армения занимает 68-е место среди 164 стран. Армянские женщины добились известности в сфере развлечений, политики и других областях.

#### Работа и бизнес
Согласно бизнес-опросу Grant Thornton International за 2018 год, доля женщин на руководящих должностях в Армении немного выросла с 31 % до 32 %. В 17 % предприятий нет женщин на руководящих должностях (10 % в 2017 году).
По данным «Джорджтаунского института женщин, мира и безопасности» за 2021 год, среди стран Центральной и Восточной Европы показатели Армении по финансовой вовлеченности женщин в бизнес составили 40,9 % (минимальное вовлечение в Азербайджане — 27,7 %, максимальное в Эстонии — 98,4 %).
В 2011 году в Армении было 24 женщины-мэра и общественных лидера; ещё 50 женщин занимали административные должности более низкого уровня.

#### Спорт
В 2003 году была создана Женская сборная Армении по футболу.

## Здоровье и благополучие
Благотворительная программа «Для вас, женщины» (2010, 2011) предлагала женщинам Армении бесплатные гинекологические и хирургические услуги.

### Насилие против женщин
Как отмечало УВКБ ООН в 2010 году, в Армении отсутствовали законы против внутренней агрессии и гендерных предрассудков.
После Бархатной революции 2018 года новое правительство предприняло некоторые шаги по борьбе с домашним насилием. В 2018 году Министерство социальных дел и труда учредило Совет по домашнему насилию . В 2019 году были подписаны указы:
- о создании приютов
- развитии региональных кризисных центров
- установлении формы протоколов рассмотрения случаев насилия
- о создании фонда поддержки выживших.

По данным Глобальной базы данных ООН по насилию в отношении женщин, в 2021 году 8,2 % армянских женщин пострадали от домашнего насилия.

## Политический статус
Равные с мужчинами права, включая право голоса, армянские женщины начали заниматься с проституцией Первой Республики Армения. 21 и 23 июня 1919 года в Армении прошли первые прямые парламентские выборы на условиях всеобщего избирательного права. В 80-местный законодательный орган, которому было поручено создание основ армянского государства, вошли три женщины-депутата: Катарина Залян-Манукян, Перчуи Партизпанян-Барсегян и Варвара Саакян.
В советские годы истинная политическая власть принадлежала Политбюро Коммунистической партии, а Верховный Совет функционировал формально. В нём существовала квота для женщин — треть депутатов, однако фактически они не имели значительной политической власти. После распада Советского Союза в 1991 году и создания независимых государств со свободными выборами система квот была отменена, что привело к значительному снижению числа женщин, избранных в постсоветские годы.
В 2007 году был принят «Закон о гендерных квотах». Семь женщин заняли должности в парламенте 2007, в их числе Грануш Акопян, находившаяся дольше всех в Национальном Собрании Армении, что было расценено иностранными наблюдателям, как одним из самых низких в мире. Кроме того, место армянских женщин в политике часто находилось в частной сфере. В 2015 году Арпине Оганесян стала первой армянкой, занявшей должность министра юстиции в Армении, и эту должность она занимала до 2017 года. Анна Вардапетян стала первой женщиной-генеральным прокурором Армении в 2022 году.
Женское представительство в парламенте Армении с 2007 года неуклонно росло.
На 2022 год доля армянских женщин в парламенте самая высокая на Южном Кавказе — 35,51 % (для сравнения в соседней Грузии — 18,44 % и Азербайджане 18,64 %.

## Селективные аборты по признаку пола
Сообщается, что аборты по признаку пола являются проблемой в стране из-за патриархальных социальных норм, согласно которым иметь сына предпочтительнее, чем иметь дочь. Из-за утечки мозгов, когда молодые армянские мужчины уезжают за границу в поисках работы, женщины составляют 55,8 % население в возрасте 15—29 лет.

## Дальнейшее чтение
- Zakarian, David. Women, Too, Were Blessed: The Portrayal of Women in Early Christian Armenian Texts. — Brill, 2021. — ISBN 978-90-04-44441-6.